# Boris Kolomanović
Boris Kolomanović (Kijev, 1113. – 1155.), ugarski kraljević iz dinastije Arpadovića i pretendent na hrvatsko-ugarsko prijestolje.

## Životopis
Boris je bio sin hrvatsko-ugarskog kralja Kolomana (1095. – 1116.) i ruske kneginje Eufemije, kćerke velikog kijevskog kneza Vladimira II. Monomaha. Brak je sklopljen 1112. godine. Koloman je okrivljujući svoju suprugu zbog bračne nevjere nakon godinu dana otjerao sa svoga dvora, a dijete nije htio priznati. Trudna Eufemija se 1113. godine vratila u Rusiju i rodila sina Borisa. Odgojila ga je u uvjerenju da je on zakoniti nasljednik hrvatsko-ugarske krune. Zbog toga je on počeo tražiti saveznika da stekne vlast u svojoj baštini.
Prvo se obratio za pomoć bizantskom caru Ivanu II. Dobrom Komnenu (1118 - 1143). Car je vrlo srdačno primio pretendenta, dodijelio mu razne časti, dosta novca, te jednu svoju rođakinju za suprugu. Boris se potom vratio u Rusiju nagovarajući ruske i poljske knezove da mu pomognu da dođe na vlast. 
U Ugarskoj je 1131. godine zavladao kralj Bela II. Slijepi. Kralj Koloman ga je s ocem Almošem oslijepio i zatočio u samostan odakle je Bela pobjegao, te se mislio da je mrtav. Kada je saznao da je Bela živ, za nasljednika ga je odredio Kolomanov sin kralj Stjepan II., jer nije imao potomaka. 
Ugarska se ubrzo podijelila na dvije stranke - kraljeve pristaše i protivnike. Protivnici su imali udjela u osljepljenju Bele i oca mu Almoša, a dobili su i neka njihova imanja. Njih je vrlo neugodno iznenadilo otkriće da je Bela živ, a sada su se počeli pribojavati kraljeve osvete i gubitka imanja. Uz to su neki velikaši postavljali pitanje može li Bela uopće vladati nakon što je tolike godine proveo u samostanu, a uz to je i slijep. Zbog toga su odlučili na vlast dovesti novog kralja, a to je bio Boris Kolomanović. 
Saznavši za to kralj Bela je otpočeo pripreme za rat. Sklopio je savez s austrijskim nadvojvodom Leopoldom III, koji mu je poslao i vojnu pomoć. Potom je sazvao sabor velikaša na kojem je dao pobiti Borisove pristaše, a njihova imanja zaplijeniti. Jedan dio se ipak uspio spasiti i pobjeći u Poljsku na dvor Boleslava III. Krivoustog. 
Boleslav i Boris su krenuli u pohod, ali je na rijeci Šajo stigla vijest da je češki knez, Belin rođak, Sobjeslav I. napao Šlesku, pa se poljski knez morao vratiti natrag. Ponovno je pokušao 1133. i 1134., no Bela je napade suzbio. Kada se poljski vladar sukobio s njemačkim carem Lotarom III., sklopio je Bela II. s njim mir i savez protiv Poljske.  Ubrzo je i Boleslav uvidio nesupjeh svoje vojne, pa je 1135. sklopio primirje, a 1137 mir s Ugarskom. Već iduće godine Boleslav je umro, pa je Boris krenuo tražiti novog saveznika. Istovremeno je ugarski kralj Gejza II. sklopio brak s Eufrozinom, kćerkom velikog kijevskog kneza Mstislava želeći tako oslabiti pomoć ruskih knezova Borisu.
Boris se za pomoć obratio njemačkom kralju Konradu III. nakon neuspjeha u Poljskoj, a kralj se želeči proširiti svoju vlast na Hrvatsko-Ugarsku Kraljevinu rado odazvao. Boris je s plačenićkom vojskom napao i 1146. zauzeo Požun, a ugarske čete su ga ubrzo vratile. Nijemci su iste godine prikupili veliku vojsku, ali im je ban Beloš nanio tako težak poraz da više nisu pomagali Borisu. Uz to je Gejza sklopio savez s carevim neprijateljem hercegom Welfom i poljskim knezom Vladislavom II., pa se Konrad nije imao vremena miješati u ugarske prilike. 
1147. godine prolazila je križarska vojska kroz Ugarsku. U Drugi križarski rat su krenuli francuski kralj Luj VII. i njemački kralj Konrad III.  Boris je pokušao isposlovati da ga križarska vojska dovede na vlast, a kada mu to nije uspjelo otišao je s križarima u Carigrad. U Bizantu je došlo do promjene na tronu. Novi car Manuel I. Komnen (1143 - 1180) ljubazno je primio Borisa i obećao mu pomoć, no za trajanja križarskog rata ništa nije mogao učiniti. I on se kao i njegovi predhodnici odlučio poslužiti Borisom da proširi svoju državu. Bizant i Ugarska su se upleli u dugotrajni rat za kojeg je Boris poginuo 1155. godine.